# Esciroforión
Esciroforión (en griego antiguo, Σκιροφοριών) era el decimosegundo mes del calendario ático en la Antigua Grecia, que se correspondía aproximadamente con el mes de junio. Duraba 29 días. 
En este mes se realizaban en el Ática diferentes celebraciones en honor de la diosa tracia Bendis que tenían lugar los días 2 y 8. También se celebraban las Arreforias, el día 3, estas en honor de Atenea. 
Otra celebración de este mes eran las Esciras. Se iniciaban el día 12 e incluían una procesión y sacrificios. La procesión partía de la acrópolis de Atenas y llegaba hasta un templo de Deméter y Core ubicado en un lugar llamado Esciro, que estaba en el 
camino a Eleusis que se iniciaba en la Puerta Sagrada  en el noroeste de la muralla. 
Por otra parte, el día 14 tenían lugar las Dipolias, que se realizaban en un espacio al aire libre en la acrópolis, en honor de Zeus como protector de la ciudad.